# 井上朋子 (キャスター)
井上 朋子（いのうえ ともこ、1978年4月4日 - ）は、日本のフリーアナウンサー。

## 概要
大学卒業後、一般企業に勤務したのち日本放送協会(NHK)入局。NHK甲府放送局、NHK水戸放送局を経てジョイスタッフに所属。NHK『ゆうどきネットワーク』のリポーター『こんにちはいっと6けん』に出演していた。現在は『ひるまえほっと』に出演している。
趣味はホットヨガ・読書・昼寝・掃除・ドライブなど。
所持している資格は日本語教員免許、英語検定2級、日本チアリーディング協会CL1級などの資格を有している。現在は所属事務所は無くフリー。

## 出演番組

### 現在
- ひるまえ ほっと リポーターNHK総合・関東

### 過去
- いいじゃん山梨510 リポーターNHK甲府放送局
- ニュースフレッシュ山梨 リポーターNHK甲府放送局
- Newsまるごと山梨キャスターNHK甲府放送局
- いばらきわいわいスタジオ リポーターNHK水戸放送局
- ゆうどきネットワーク リポーター（2009年9月から2011年2月）